# Nancy Price (Autorin)
Nancy Price (* 16. März 1925 in Sioux Falls, South Dakota, USA; † 20. November 2023 in Waterloo, Iowa, USA) war eine US-amerikanische Schriftstellerin. Sie verfasste unter anderem die Buchvorlage zu dem Film Der Feind in meinem Bett.

## Leben
Price war die Tochter von Malcolm Price, Präsident des Iowa State Teachers College, und dessen Ehefrau Mary Day Price. 
1946 erreichte Price ihren Bachelorabschluss am Cornell College und wechselte an die University of Northern Iowa. Dort erhielt sie ihren Master of Arts und wurde anschließend dort  Dozentin für Englische Sprache und Literatur. An der Universität machte Price die Bekanntschaft von Howard John Thompson, den sie 1945 heiratete. Das Paar hatte drei Kinder. 1987 ließ sich das Ehepaar scheiden.
In den 1960er Jahren erschienen ihre Gedichte und Kurzgeschichten in überregionalen Zeitungen und Zeitschriften. Ihr erster Roman A Natural Death, eine Geschichte über das Leben in South Carolina vor dem amerikanischen Bürgerkrieg, erschien 1973 beim Verlag Little, Brown. Im Jahr 1975 erhielt Price ihr erstes Stipendium; als „Resident of the Karolyi Foundation“ konnte sie einige Zeit in Frankreich verbringen. Die Rockefeller-Stiftung schickte sie 1982 für mehrere Wochen nach Italien und als „Resident of the Tyrone Guthrie Center“ verbrachte Price im darauffolgenden Jahr einige Wochen in Irland. 

## Ehrungen
- 1964 Conrad-Aiken-Prize der Poetry Society of Georgia
- 1965 Stickney-Memorial-Prize der Poetry Society of Virginia
- 1965 Randolph-Macon-Prize der Poetry Society of Virginia
- 1966 Conrad-Aiken-Prize der Poetry Society of Georgia
- 2018 Ehrendoktorwürde der University of Northern Iowa

## Werke
- A natural death. 1973.
- An accomplished woman. 1979.
- Sleeping with the enemy. 1987.
- Night woman. 1992.
- Bonfire’s daughter. 1997.
- Snake in the blackberries. 2001.
- The liars and the bride. 2004.
- Three at the door.

## Verfilmungen
- Joseph Ruben (Regie): Der Feind in meinem Bett. – USA 1991 (nach Sleeping with the enemy von 1987)